# New York, I Love You
Série Cities of Love
Paris, je t'aime
(2006) Rio, I Love You
(2014)
Pour plus de détails, voir Fiche technique et Distribution.
New York, I Love You est un film à sketches américain, sorti en 2008. C'est le deuxième de la franchise Cities of Love, après Paris, je t'aime, transposant le concept dans la ville de New York.

## Synopsis
New York, I Love You est, comme pour Paris, je t'aime, un travail collectif de onze courts-métrages, faisant chacun environ dix minutes. Les réalisateurs ayant participé au film ont filmé leur segment dans les cinq boroughs de New York. Chaque segment n'a pas de lien direct avec les autres mais tous tournent autour du même thème : trouver le grand amour et le plaisir du sexe.

## Fiche technique
- Titre original : New York, I Love You
- Réalisateurs : Fatih Akin, Yvan Attal, Allen Hughes, Shunji Iwai, Jiang Wen, Shekhar Kapur, Joshua Marston, Mira Nair, Natalie Portman, Brett Ratner, Randall Balsmeyer
- Décors : Teresa Mastropierro
- Costumes : Victoria Farrell
- Photographie : Jean-Louis Bompoint, Benoît Debie, Paweł Edelman, Michael McDonough, Declan Quinn et Mauricio Rubinstein
- Montage : Jacob Craycroft, Affonso Gonçalves, Mark Helfrich, Allyson C. Johnson et Craig McKay
- Musique : Tonino Baliardo, Nicholas Britell, Paul Cantelon, Mychael Danna, Ilhan Ersahin, Jack Livesey, Shoji Mitsui, Mark Mothersbaugh, Peter Nashel, Atticus Ross, Leopold Ross, Claudia Sarne et Marcelo Zarvos
- Production : Emmanuel Benbihy, Marina Grasic
- Sociétés de distribution : Metropolitan FilmExport (France) ; Vivendi Universal Entertainment (États-Unis) ; Maple Pictures (Canada)
- Budget : 14 000 000 $
- Pays de production :  États-Unis
- Langue originale : anglais
- Format : couleur — 35 mm — 1.85:1
- Dates de sortie :
  - Canada : 6 septembre 2008 (Festival de Toronto) ; 27 novembre 2009 (sortie limitée)
  - Suisse : 17 septembre 2009 (Suisse alémanique) ; 9 décembre 2009 (Suisse romande)
  - États-Unis : 16 octobre 2009
  - France : 14 avril 2010

## Distribution
Note : La liste des personnages est dans l'ordre du film, certains personnages apparaissent plusieurs fois.
- Bradley Cooper (VF : Damien Boisseau) : Gus Cooper
- Justin Bartha (VF : Damien Ferrette) : Justin
- Andy Garcia (VF : Bernard Gabay) : Garry
- Hayden Christensen (VF : Brice Ournac) : Ben
- Rachel Bilson (VF : Karine Foviau) : Molly
- Natalie Portman (VF : Sylvie Jacob) : Rifka Malone
- Irrfan Khan : Mansuhkhbai, le joaillier jaïn
- Emilie Ohana : Zoe, la vidéaste
- Orlando Bloom (VF : Denis Laustriat) : David Cooler
- Christina Ricci : Camille
- Maggie Q : Janice Taylor, la call-girl
- Ethan Hawke (VF : Joël Zaffarano) : l'écrivain
- Anton Yelchin (VF : Donald Reignoux) : Kane, le jeune homme à Central Park
- James Caan (VF : Bernard Tiphaine) : M. Riccoli, le pharmacien
- Olivia Thirlby (VF : Alice Taurand) : Mallorie Fish, l'actrice
- Blake Lively : Gabrielle DiMarco, l'ex-petite amie de Kane
- Drea de Matteo (VF : Déborah Perret) : Lydia Kault
- Shia LaBeouf (VF : Stéphane Pouplard) : Jacob, le jeune employé du grand hôtel
- Julie Christie : Isabelle Allen, la cantatrice au grand hôtel
- John Hurt (VF : Vincent Grass) : le serveur du grand hôtel
- Taylor Geare (de) : Teya
- Carlos Acosta : Dante
- Jacinda Barrett : Maggie
- Chris Cooper (VF : Gérard Darier) : Alex Simmons
- Burt Young : Landlord
- Robin Wright : Anna
- Shu Qi : la belle herboriste chinoise
- Uğur Yücel (de) : le peintre troublé par la belle chinoise
- Eli Wallach : Abe
- Cloris Leachman : Mitzie, la femme d'Abe

## Autour du film
Deux segments n'ont pas été pris au montage final : celui de Scarlett Johansson, These Vagabond Shoes, qui met en scène Kevin Bacon, ainsi que celui d'Andreï Zviaguintsev, Apocrypha, avec Goran Visnjic et Carla Gugino. Ils sont cependant dans les bonus du DVD et également dans la version longue durée du film,.